# Mechanizm Kelvina-Helmholtza
Mechanizm Kelvina-Helmholtza, kontrakcja Kelvina-Helmholtza – zjawisko astronomiczne, występujące, gdy gwiazda lub planeta stygnie. W rezultacie ochłodzenia ciało niebieskie ulega kompresji. Zmniejszenie objętości powoduje zmniejszenie energii grawitacyjnej obiektu. Ubytek energii grawitacyjnej zmienia się w energię cieplną. W efekcie kompresja podgrzewa wnętrze ciała. Planeta, na której zachodzi takie zjawisko, emituje więcej energii niż otrzymuje od gwiazdy ogrzewającej. Mechanizm widoczny jest m.in. na Jowiszu.
Nazwa pochodzi od Kelvina i Helmholtza, którzy pod koniec wieku XIX w ten sposób próbowali wytłumaczyć, skąd Słońce czerpie energię. Z obliczeń wynika, że ilość energii, jaką mogło w ten sposób uzyskać, wystarczyłaby na około 18 mln lat świecenia (przy mocy promieniowania wynoszącej 3,846×1026 W, por. stała słoneczna), co nie wystarczało dla powstania życia na Ziemi, które szacowano na co najmniej kilkaset milionów lat (por. aktualizm). Ostatecznie pochodzenie energii na Słońcu wytłumaczono w latach 30. reakcjami termojądrowymi.
Zakładając jednakową gęstość materii w kulistym ciele niebieskim, uwzględniając twierdzenie o wiriale, energia możliwa do uwolnienia w wyniku kurczenia się ciała niebieskiego do danego promienia określa wzór:
{\displaystyle U_{\text{r}}=-{\frac {3M^{2}G}{10R}}}
gdzie:
- M – masa ciała niebieskiego,
- R – jego promień,
- G – stała grawitacji.